# 基层群众自治制度
基层群众自治制度是指在《中华人民共和国宪法》的框架下，以中国共产党基层组织为领导，依托基层群众自治组织（例如村委會、居委會），在城乡地区实现居民直接行使相关政治权利及所在居民的自我管理、自我服务、自我教育、自我监督的制度。

## 发展过程
- 中国共产党第十七次全国代表大会把基层群众自治制度确立为中华人民共和国民主政治的四项制度之一，并把坚持和完善基层群众自治制度作为坚持中国特色社会主义政治发展道路的重要内容。[4]